# 2014年4月朝鲜劳动党中央政治局会议
朝鲜劳动党在2014年4月8日召开，是朝鲜劳动党第四次代表会议后召开的第五次政治局会议。朝鲜劳动党中央政治局常委、委员和候补委员出席会议，内阁副总理、多名党中央部长、第一副部长和副部长列席会议。金正恩亲自出席指导。

## 会议内容
会议的核心议题有三点：一 补充机构，以提高朝鲜劳动党的领导作用和功能，二决定有关国家机构组成人员，将其提交次日举行的最高人民会议审议，三 决定组织问题。会议的第一点内容和第三点内容没有对外公布。第二点“关于国家机构组成人员”，可以从次日举行的最高人民会议的选举结果了解。
从之后朝鲜劳动党的活动可以看出，姜锡柱、吴寿勇担任了朝鲜劳动党中央书记局书记的职务，朝鲜人民军总参谋长李永吉以“朝鲜劳动党中央政治局候补委员”的身份在建军82周年中央报告大会上讲话。以上职务变动应是此次会议决定的结果。

## 会议决定
会议一致通过了有关议程的决定。